# 蕭鋒
蕭 鋒（しょう ほう、475年 - 494年）は、南朝斉の皇族。江夏王。字は宣穎。高帝蕭道成の十二男。

## 経歴
蕭道成と張淑妃のあいだの子として生まれた。建元3年（481年）1月、江夏王に封じられた。永明5年（487年）、輔国将軍となり、南彭城平昌二郡太守に任じられた。散騎常侍に転じた。永明7年（489年）、左衛将軍の号を受け、侍中に転じ、領石頭戍事を兼ねた。永明9年（491年）、南徐州刺史として出向した。永明11年（493年）、鬱林王蕭昭業が即位すると、蕭鋒は散騎常侍の位を加えられた。
隆昌元年（494年）、入朝して侍中となり、驍騎将軍の号を受けた。まもなく秘書監の位を加えられた。同年（延興元年）10月、夜間に祠官として太廟にいたとき、宣城王蕭鸞の派遣した兵に襲撃を受けた。蕭鋒は武力に秀でており、車に上って防戦し、手ずから数人の兵を叩きふせた。蕭鸞の兵たちがみな地に倒れ伏したため、確認しようと近づいたところを殺害された。享年は20。

## 伝記資料
- 『南斉書』巻35 列伝第16
- 『南史』巻43 列伝第33